# Steinheim am Albuch
Steinheim am Albuch település Németországban, azon belül Baden-Württembergben. Lakosainak száma 8946 fő (2023. december 31.).

## Népesség
A település népessége az elmúlt években az alábbi módon változott:
| Lakosok száma | 5840 | 6535 | 7473 | 7763 | 8079 | 8820 | 8924 | 8815 | 8509 | 8946 |
|               | 1961 | 1967 | 1974 | 1980 | 1987 | 1993 | 2000 | 2006 | 2013 | 2023 |